# 6207 Бурвіл
6207 Бурвіл (6207 Bourvil) — астероїд головного поясу, відкритий 24 січня 1988 року.
Тіссеранів параметр щодо Юпітера — 3,542.